# Juan de Aragón y Foix
Juan de Aragón y Foix (1335-1414) o Juan I de Prades fue III conde de Prades y barón de Entenza y senescal de Cataluña.

## Vida
Hijo de Pedro IV de Ribagorza y de su esposa Juana de Foix, la muerte de su hermano Alfonso de Aragón el Viejo le convirtió en uno de los candidatos a la Corona de Aragón en la disputa que se produciría tras la muerte de Martín I de Aragón y que se resolvería con el llamado Compromiso de Caspe.
Su candidatura al trono aragonés venía dada porque era nieto de Jaime II de Aragón, aunque solo estaba emparentado con el rey fallecido en un quinto grado y por vía colateral. A esto se suma que los apoyos que recibió para convertirse en rey de Aragón fueron mínimos.
En 1412, tras la elección como rey de Fernando I de Aragón, reconoció al de Antequera como rey legítimo cuando este prestó juramento como monarca en el Palacio de la Aljafería de Zaragoza.

## Matrimonio y descendencia
De su matrimonio con Sancha Ximénez de Arenós tuvo a: 
- Pedro de Prades (1352-Sicilia, 1395), barón de Entenza, casado en 1385 con Juana de Cabrera (m. 1419), de quien tuvo a: 
  - Leonor de Prades (m. después de 1422), casada con Francisco de Villanova, sin descendencia o con descendencia extinta
  - Isabel de Prades (m. 1403), soltera y sin descendencia
  - Juana de Prades (m. 1441/1445), IV condesa de Prades, casada con Joan Ramon Folc II de Cardona, III conde de Cardona y vizconde de Villamur (? - 1471), con descendencia
  - Margarita de Prades (1395-monasterio de Monrepes, 1422/1429), casada en primeras nupcias en Bellesguard el 17 de septiembre de 1409 con el rey Martín I de Aragón, sin descendencia, y casada en segundas nupcias en 1414 con Juan de Vilaragut (m. 1422), con descendencia extinta
  - Timbor de Prades (m. después de 1408), soltera y sin descendencia
- Jaime de Prades, barón de Caccamo y Esclafani, condestable de Sicilia de 1375 a 1408, casado en primeras nupcias con Juana de Moncada (m. después de 1391), hija de Mateo de Moncada, conde de Aderno, de quien tuvo dos hijas, y casado en segundas nupcias en c. 1393 con Leonor-Violante de Villena, de quien tuvo una hija: 
  - Isabel de Prades, casada con Francesco di Ventimiglia, conde de Collesano
  - Ágata de Prades; casada con Giovanni di Ventimiglia, marqués de Geraci
  - Violante de Prades (1395-Barcelona, 1471), baronesa de Caccamo, etc, casada en Blanes en 1409/1419 con Bernardo V de Cabrera (m. 1466), vizconde de Cabrera
- Luis de Prades (m. 1429), obispo de Prades y obispo de Tortosa en 1404
- Constanza de Prades, que falleció joven, soltera y sin descendencia
- Leonor de Prades (m. después de 1424), soltera y sin descendencia
- Timbor de Prades (1370-c. 1425), casada en 1385 con Bernardo IV de Cabrera (? - 1423), vizconde de Cabrera